# Michel C. Nussenzweig
Michel Claudio Nussenzweig (São Paulo, 10 de fevereiro de 1955) é um médico brasileiro.
Nussenzweig é filho dos médicos Ruth Sonntag Nussenzweig e Victor Nussenzweig. Estudou na Universidade de Nova Iorque, obtendo o bacharelado em 1976. Obteve um doutorado em 1981 na Universidade Rockefeller sob orientação do  Nobel de Fisiologia ou Medicina Ralph Steinman, com um M.D. em 1982 na New York University Medical School. Em seguida foi médico residente com especialização em medicina infectológica no Massachusetts General Hospital, pós-doutorando de Philip Leder na Harvard Medical School. Em 1990 foi Professor Assistente na Universidade Rockefeller, onde tornou-se em 1996 Professor de Imunologia. Também é desde 1990 pesquisador no Howard Hughes Medical Institute.
Recebeu o Prêmio Robert Koch de 2016. É membro da Academia de Artes e Ciências dos Estados Unidos (2007), da Academia Nacional de Ciências dos Estados Unidos, do Instituto de Medicina da Academia Nacional de Ciências dos Estados Unidos e membro correspondente da Academia Brasileira de Ciências.

## Publicações selecionadas
- com M. Caskey et al.: Viremia suppressed in HIV-1-infected humans by broadly neutralizing antibody 3BNC117. Nature 522, 487–491 (2015).
- com L. B. Cohn et al.: HIV-1 integration landscape during latent and active infection. Cell 160, 420–432 (2015)
- com A. D. Gitlin et al.: Clonal selection in the germinal centre by regulated proliferation and hypermutation. Nature 509, 637–640 (2014).
- com Z. Shulman et al.: Dynamic signaling by T follicular helper cells during germinal center B cell selection. Science 345, 1058–1062 (2014).
- com A. Halper-Stromberg et al.: Broadly neutralizing antibodies and viral inducers decrease rebound from HIV-1 latent reservoirs in humanized mice. Cell 158, 989–999 (2014).